# Élections législatives de 1951 dans la Haute-Saône
Les élections législatives françaises de 1951 se tiennent le 17 juin. Ce sont les deuxièmes élections législatives de la Quatrième République.

## Mode de Scrutin
Représentation proportionnelle plurinominale suivant la méthode du plus fort reste dans 103 circonscriptions, conformément à la loi des apparentements : les listes qui se sont « apparentées » avant l'élection remportent tous les sièges de la circonscription si leurs voix ajoutées obtiennent la majorité absolue des suffrages exprimés. Il y a 629 sièges à pourvoir.
Le vote préférentiel est admis. 
Dans le département de la Haute-Saône, trois députés sont à élire.

## Candidats

### Liste d'union du Rassemblement du peuple français
| N° | Candidats | Candidats        | Parti | Principales fonctions                                                       |
| -- | --------- | ---------------- | ----- | --------------------------------------------------------------------------- |
| 01 |           | Maurice Georges  | RPF   | Conseiller général du canton de Lure, maire de La Côte, industriel filateur |
| 02 |           | Robert Montillot | RPF   | Député sortant PRL, avocat à Paris                                          |
| 03 |           | Charles Roche    | RPF   | Conseiller général du canton de Champlitte, agriculteur                     |

### Liste du Parti radical-socialiste
| N° | Candidats | Candidats         | Parti   | Principales fonctions                                                                                                  |
| -- | --------- | ----------------- | ------- | --- |
| 01 |           | André Maroselli   | Radical | Secrétaire d'État aux Forces armées de l'Air, Président du Conseil général, maire de Luxeuil-les-Bains, député sortant |
| 02 |           | Émile Charriot    | Radical | Agriculteur, Mersuay                                                                                                   |
| 03 |           | Joseph Charpillet | Radical | Négociant, Valay |

### Liste d'Union républicaine résistante et antifasciste présentée par le PCF
| N° | Candidats | Candidats        | Parti | Principales fonctions                                                         |
| -- | --------- | ---------------- | ----- | ----------------------------------------------------------------------------- |
| 01 |           | Marcel Servin    | PCF   | Député sortant, cheminot, ancien secrétaire de Maurice Thorez                 |
| 02 |           | Robert Depoulain | PCF   | Secrétaire comptable, conseiller général, conseiller municipal de Vesoul      |
| 03 |           | Jules Démoly     | PCF   | Instituteur retraité, conseiller général du canton de Rioz, maire de Quenoche |

### Liste du Rassemblement des groupes républicains et indépendants français
| N° | Candidats | Candidats        | Parti | Principales fonctions |
| -- | --------- | ---------------- | ----- | --- |
| 01 |           | André Liautey    | RGRIF | Docteur en droit, arbitre au Tribunal de commerce de la Seine, conseiller général, maire de Port-sur-Saône, ancien député |
| 02 |           | Maurice Courrier | RGRIF | Cultivateur à Quincey |
| 03 |           | André Fraumont   | RGRIF | Cultivateur, adjoint au maire de Chaumercenne                                                                             |

### Liste du Centre national des indépendants et paysans
| N° | Candidats | Candidats          | Parti | Principales fonctions                                   |
| -- | --------- | ------------------ | ----- | ------------------------------------------------------- |
| 01 |           | Julien Brunhes     | PRL   | Ingénieur, ancien député et ancien sénateur de la Seine |
| 02 |           | Henri Jacquot      | CNIP  | Négociant (minotier), Corre                             |
| 03 |           | François Montillot | CNIP  | Agriculteur                                             |

### Liste du Mouvement républicain populaire
| N° | Candidats | Candidats         | Parti | Principales fonctions                            |
| -- | --------- | ----------------- | ----- | ------------------------------------------------ |
| 01 |           | Jacques Lemoine   | MRP   | Chef de culture                                  |
| 02 |           | Raymond Demouge   | MRP   | Comptable                                        |
| 03 |           | Stéphane Grosjean | MRP   | Agent d'assurances, conseiller municipal de Gray |

### Liste du Parti socialiste SFIO
| N° | Candidats | Candidats      | Parti | Principales fonctions                                                                 |
| -- | --------- | -------------- | ----- | ------------------------------------------------------------------------------------- |
| 01 |           | André Médard   | SFIO  | Professeur de faculté retraité, ancien résistant, conseiller municipal d'Aillevillers |
| 02 |           | René Flocard   | SFIO  | Directeur d'école, ancien résistant, délégué général de la SFIO                       |
| 03 |           | Georges Tournu | SFIO  | Artisan forgeron                                                                      |

## Élus
| Député sortant   | Parti | Parti    | Député élu ou réélu | Parti | Parti |
| ---------------- | ----- | -------- | ------------------- | ----- | ----- |
| Marcel Servin    |       | PCF      | André Liautey       |       | RGRIF |
| André Maroselli  |       | Rad soc  | Maurice Georges     |       | RPF   |
| Robert Montillot |       | CNIP-RPF | Robert Montillot    |       | RPF   |

## Résultats

### Résultats à l'échelle du département
- Deux apparentements ont été conclus dans le département.

1. Le premier apparentement fait par les listes du RPF, du RGRIF, du CNIP et du MRP ;
2. Le deuxième apparentement est conclu entre les listes Rad soc et la SFIO.

- Les voix cumulées du premier apparentement représentant plus de 50% des exprimés, tous les sièges sont répartis à la proportionnelle entre ces partis apparentés.

| Parti    | Parti     | Tête de liste   | Résultats | Résultats | Sièges |  |
| Parti    | Parti     | Tête de liste   | Voix      | %         |        |  |
| -------- | --------- | --------------- | --------- | --------- | ------ |  |
|          | RPF *     | Maurice Georges | 27 635    | 27,02     | 2      |  |
|          | Rad soc ° | André Maroselli | 25 330    | 24,79     | 0      |  |
|          | PCF       | Marcel Servin   | 18 592    | 18,19     | 0      |  |
|          | RGRIF *   | André Liautey   | 10 210    | 9,99      | 1      |  |
|          | CNIP *    | Julien Brunhes  | 8 497     | 8,32      | 0      |  |
|          | MRP *     | Jacques Lemoine | 5 793     | 5,67      | 0      |  |
|          | SFIO °    | André Médard    | 5 567     | 5,47      | 0      |  |
|          |           |                 |           |           |        |  |
| Inscrits | Inscrits  | Inscrits        | 130 677   | 100,00    | 3      |  |
| Votants  | Votants   | Votants         | 104 685   | 80,11     |        |  |
| Exprimés | Exprimés  | Exprimés        | 102 187   | 97,61     |        |  |